# كريستوفر نايلور
كريستوفر نايلور (بالإنجليزية: Christopher Naylor)‏ هو طاهي بريطاني، ولد في 1970 في المملكة المتحدة.